# Heavens-Above
Pour le film britannique, voir Heavens Above!
Heavens-Above est un site Web à but non lucratif développé et maintenu par l'ingénieur Chris Peat,, fondateur de l'entreprise Heavens-Above GmbH, dont le siège est à Munich, en Allemagne. Le site est souvent évoqué dans le milieu des amateurs, enseignants et chercheurs en astronomie,,,.

## Objectifs
Le site est destiné à assister toute personne novice intéressée par l'observation des satellites indépendamment de tout équipement optique à longue portée de type télescope.
Il permet de génèrer des cartes détaillées des étoiles indiquant les orbites des satellites y compris en présélectionnant un point d'observation précis sur la terre. Leur visualisation est superposée à un fond affichant les étoiles de telle sorte qu'en regardant vers le ciel, l'orbite entre les étoiles est rapidement reconnaissable. Une attention particulière est accordée à la station ISS et au satellite Iridium. Le site Web offre également des informations sur les comètes, astéroïdes et planètes actuellement visibles.
Par exemple un observateur en Sicile peut trouver quel soir il pourra voir la Station Spatiale Internationale (ISS). Il verra effectivement un objet brillant apparaitre dans le ciel, se déplacer jusqu'à un point d'horizon au-delà duquel il disparaîtra après plusieurs minutes. L'utilisateur peut saisir sa position avant de générer l'afichage de listes d'objets astronomiques, leur luminosité, l’heure et la direction de leur appararition. Les stations spatiales, fusées, satellites, débris spatiaux ainsi que le soleil, la lune et les planètes sont affichés.

## Littérature
- Beth Laura O'Leary, Peter Joseph Capelotti: Archaeology and Heritage of the Human Movement Into Space. Springer, 2014.  (ISBN 978-3-319-07866-3) (S. 34)

## Sites Web
- Site Web de http://www.heavens-above.com
- Astro Bob http://astrobob.areavoices.com/2014/07/30/how-to-watch-the-space-station-cargo-ship-hide-and-seek-game/